# در انتهای دوران میانسالی
در انتهای دوران میانسالی (انگلیسی: Last of the Summer Wine) یک کمدی موقعیت بریتانیایی است که مابین سال‌های ۱۹۷۳ تا ۲۰۱۰ از شبکهٔ بی‌بی‌سی پخش شد. این سریال ۳۱ فصل و ۲۹۵ قسمت داشت و در بیش از ۲۵ کشور جهان نیز نمایش داده شد. با آنکه برخی معتقد بودند که کیفیت این سریال در طی سال‌ها افت نمود، اما همچنان بینندگان پرشماری در شبکهٔ بی‌بی‌سی داشت و منتقدان آن را بابت تصویر خوبی که از افراد مسن ارائه کرد و همچنین بابت شوخی‌های مناسب و خانوادگی‌اش ستایش کردند. بسیاری از اعضای خانواده سلطنتی بریتانیا نیز این سریال را دوست داشتند. این سریال، طولانی‌ترین مجموعه تلویزیونی بریتانیا و طولانی‌ترین سریال کمدی موقعیت جهان بود و یکی از موفق‌ترین مجموعه‌های تلویزیونی بریتانیا محسوب می‌شود.
سازندهٔ سریال، عنوان فعلی را به این دلیل انتخاب کرد تا بگوید شخصیت‌های سریال در سال‌های پایانی عمر خود (پائیز زندگی؛ پیری) نیستند، بلکه در میانسالی (تابستان) هستند، هر چند ممکن است در پایان این دوره از زندگی باشند.

## بازیگران
- مایکل بیتس
- بیل اوون
- پیتر سالیس
- برایان وایلد
- مایکل آلدریج
- فرانک تورنتون
- تام اوون
- کیث کلیفورد
- برایان مورفی
- بارت کووک
- روس ابوت
- جان کامر
- جین فریمن
- جو گلدوین
- کیتی استف
- ثورا هرد
- جین الکساندر
- استفان لوئیس
- دورا برایان
- مایک گریدی
- سارا توماس
- گوردون وارمبی
- رابرت فایف
- جولیت کاپلان
- جین فرگوسن
- دنی اودی
- جوزفین تیوسن
- جون وایتفیلد
- تِـرِور بنیستر
- کن کیتسون
- لوئیس امریک
- باربارا یانگ
- فیلیپ جکسون
- برایان پرینگل
- نورمن ویزدوم
- لیندا بارون